# Garnisonssjukhuset i Eksjö

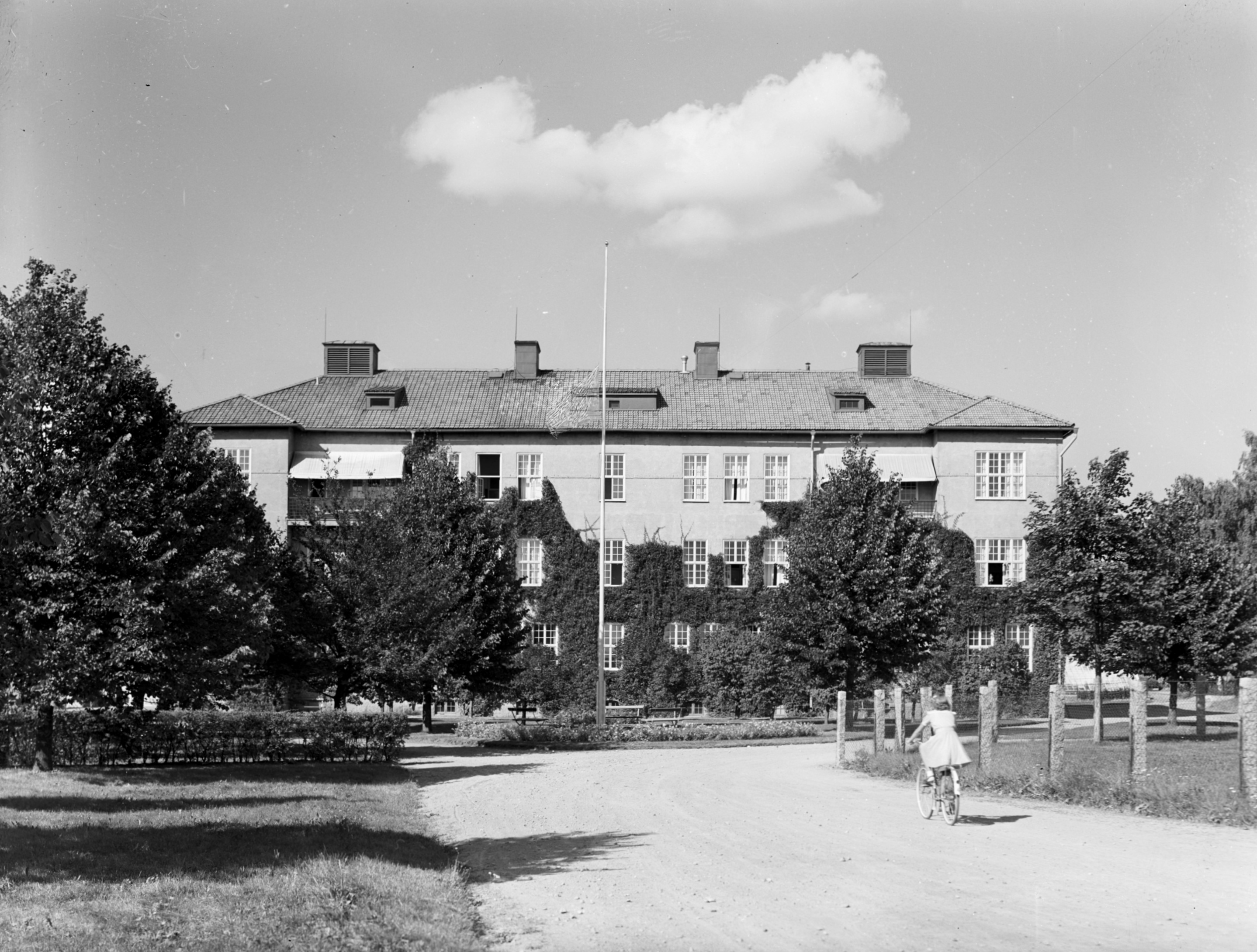
Garnisonssjukhuset i Eksjö

Garnisonssjukhuset i Eksjö var ett militärsjukhus inom svenska armén som verkade i olika former åren 1923–1958. Sjukhuset var beläget i Sjöängen i Eksjö garnison, Eksjö.

## Historik
Garnisonssjukhuset i Eksjö tillkom 1923 och hade 90 vårdplatser, varav cirka 50 vårdplatser disponerades av landstinget. Garnisonssjukhuset avvecklades den 31 december 1958, dock kom sjukhuset från den 1 januari 1959 att drivas vidare i Jönköpings läns landstings regi. Garnisonssjukhuset låg på Trädgårdsgatan 15 i nordvästra delen av kasernetablissement i Sjöängen.

## Chefsläkare
- 1939–1958: Carl Elis Wilhelm Örn [3][4]

## Namn, beteckning och förläggningsort
| Militärsjukhuset i Eksjö   | 1923-??-?? | – | 1936-12-31 |
| Garnisonssjukhuset i Eksjö | 1937-01-01 | – | 1958-12-31 |

| GSEks | 1937-01-01 | – | 1958-12-31 |

| Eksjö garnison (F) | 1923-??-?? | – | 1958-12-31 |